# 아메드 세쿠 투레
아메드 세쿠 투레(Ahmed Sékou Touré, 1922년 1월 9일~1984년 3월 26일)는 기니의 독립운동가이자 기니 초대 대통령이다.

## 전기
1922년 1월 9일 당시 프랑스령 기니에 있는 파라나에서 태어났다고 한다. 하지만 그의 생년월일은 정확하지 않아서 그가 기니의 도시인 파라나에서 1918년에 태어났다는 논쟁이 있다. 그는 말린케족의 일원이고 프랑스로부터의 독립 운동을 주도한 알마미 사모리 투레의 손자다.
청소년 시기에 아메드 세쿠 투레는 사회주의의 영향을 많이 받았다. 이 시기에 아메드 세쿠 투레로부터의 영향을 미친 것들은 나중에 그가 대통령 생활을 할 때의 큰 영향을 미쳤다.
1941년 식민성의 우체국에 근무하였으며, 1945년에 체신노동조합의 부국장이 되었다. 1948년엔 기니노동조합연맹 등의 서기장을 역임했고, 1956년 아프리카인들의 독자 연맹인 아프리카노동총동맹을 결성하는 한편 1946년엔 아프리카민주연합, 1952년엔 기니민주당에 참여했다.
그의 독립 운동의 특징은 노동 조합 운동과 결부되어 있다는 점이었다.

### 대통령 재임 시절
이후 1958년 10월 2일 기니민주당(PDG) 소속 자격으로 대통령이 되었고, 국민 투표를 실시하고 공화국을 선포해 '족쇄로부터의 자유와 가난으로부터의 자유'라는 슬로건을 내걸고 독립을 선언했다.
그러자 기니는 프랑스와의 관계가 나빠졌고, 소비에트 연방과 동조해서 소비에트 연방처럼 행정, 정책을 같게 맞추고 사회주의 방침을 채택했다. 1968년 1월 아메드 세쿠 투레가 재선하였다. 이 때부터 아메드 세쿠 투레의 일당 공산독재가 계속되기 시작했다. 그 이후 아메드 세쿠 투레는 1974년과 1982년 총선거에서 승리, 독재의 길을 걸었다.

#### 반대파 박해
세쿠 투레는 권자에 오른 뒤에는 망상적인 전제군주로 변해갔다. 독재자로 군림하다가 나중에는 자신의 독재정치에 걸림돌이 된다고 생각되는 개인 뿐 아니라 풀라니족 같은 부족을 박해하기 시작했다.
그가 즐겨 쓴 방법은 '검은 다이어트'라고 불리는 것이었다. 그는 수도 코나크리 근처의 수용소에 창이 없는 콘크리트 감옥을 세우고 철문을 달았다. 콘크리트 바닥과 문 사이의 틈을 통해 약간의 공기가 들어갈 뿐, 그야말로 완전히 폐쇄된 공간이었다. 세쿠 투레는 이런 곳에 남녀노소를 가리지 않고 반대자로 찍힌 사람들을 가두었고, 갇힌 사람들은 마실 것도 없이 극심한 고통 속에서 죽어갔다.
2021년 10월, 1971년 10월 대학살 50주년을 맞아 세쿠 투레 정권에서 처형된 기니인 70명의 유족이 마마디 둠부야 대통령에게 희생자들의 갱생과 위엄 있는 매장을 요청했다.

### 사망
1984년 3월 26일에 미국 클리블랜드에서 심장 수술 중 사망했다.

## 역대 선거 결과
| 선거명      | 직책명        | 대수 | 정당        | 득표율  | 득표수      | 결과 | 당락 |
| ----------- | ------------- | ---- | ----------- | ------- | ----------- | ---- | ---- |
| 1961년 선거 | 기니의 대통령 | 1대  | 기니 민주당 | 100.00% | 1,576,580표 | 1위  |      |
| 1968년 선거 | 기니의 대통령 | 1대  | 기니 민주당 | 100.00% | 1,990,726표 | 1위  |      |
| 1974년 선거 | 기니의 대통령 | 1대  | 기니 민주당 | 100.00% | 2,432,129표 | 1위  |      |
| 1982년 선거 | 기니의 대통령 | 1대  | 기니 민주당 | 100.00% | 3,063,692표 | 1위  |      |

## 같이 보기
- 기니의 정치